# Kim Hyeon-woo
Kim Hyeon-woo (hangŭl (김현우?); Wonju, 6 novembre 1988) è un lottatore sudcoreano, specializzato nella lotta greco-romana.

## Carriera
Kim ha iniziato a praticare judo all'età di 9 anni, ma è passato alla lotta all'età di 13 anni.
Nel 2006 quando ha vinto la medaglia d'argento ai Mondiali juniores e la medaglia d'oro ai Campionati asiatici juniores. Kim è diventato un membro della squadra nazionale maggiore della Corea del Sud nel 2010, quando ha vinto la medaglia d'oro ai Campionati asiatici.
Nel 2011 Kim ha vinto il bronzo ai Mondiali, prima medaglia in una competizione importante. Nel match dei quarti di finale, ha battuto l'azero Vitaliy Rahimov, argento a Pechino 2008. Nel dicembre 2011, Kim ha vinto la medaglia d'oro al Test Event Pre-Olimpiadi di Londra.
Alle Olimpiadi del 2012, Kim ha battuto il campione olimpico uscente Steeve Guénot in semifinale. In finale, Kim ha battuto l'ungherese Tamás Lőrincz vincendo l'unico oro della Corea del Sud nella lotta a Londra 2012.

## Palmarès
- Giochi olimpici

Londra 2012: oro nei 66 kg.
Rio de Janeiro 2016: bronzo nei 66 kg.
- Mondiali

Istanbul 2011: bronzo nei 66 kg.
Budapest 2013: oro nei 74 kg.
Budapest 2018: bronzo nei 77 kg.
- Giochi asiatici

Incheon 2014: oro nei 74 kg.
Giacarta 2018: bronzo nei 77 kg.
- Campionati asiatici

Nuova Delhi 2010: oro nei 66 kg.
Nuova Delhi 2013: oro nei 74 kg.
Astana 2014: oro nei 74 kg.
Doha 2015: oro nei 74 kg.
Xi'an 2019: oro ne 77 kg.